# Bovill (Idaho)
Bovill es una ciudad ubicada en el condado de Latah en el estado estadounidense de Idaho. En el año 2010 tenía una población de 260 habitantes y una densidad poblacional de 520 personas por km².

## Geografía
Bovill se encuentra ubicado en las coordenadas 46°51′33″N 116°23′40″O / 46.85917, -116.39444. Según la Oficina del Censo, la localidad tiene un área total de 0,5 km² (0,2 mi²), de la cual 0,5 km² (0,2 mi²) es tierra y 0 km² (0 mi²) (0.0%) es agua.

## Demografía
En el 2000 la renta per cápita promedia del hogar era de $36,875, y el ingreso promedio para una familia era de $41,827. En 2000 los hombres tenían un ingreso per cápita de $33,750 contra $21,875 para las mujeres. El ingreso per cápita para la localidad era de $12,471. Alrededor del 18.1% de la población estaba bajo el umbral de pobreza nacional.